# Odd Eriksen

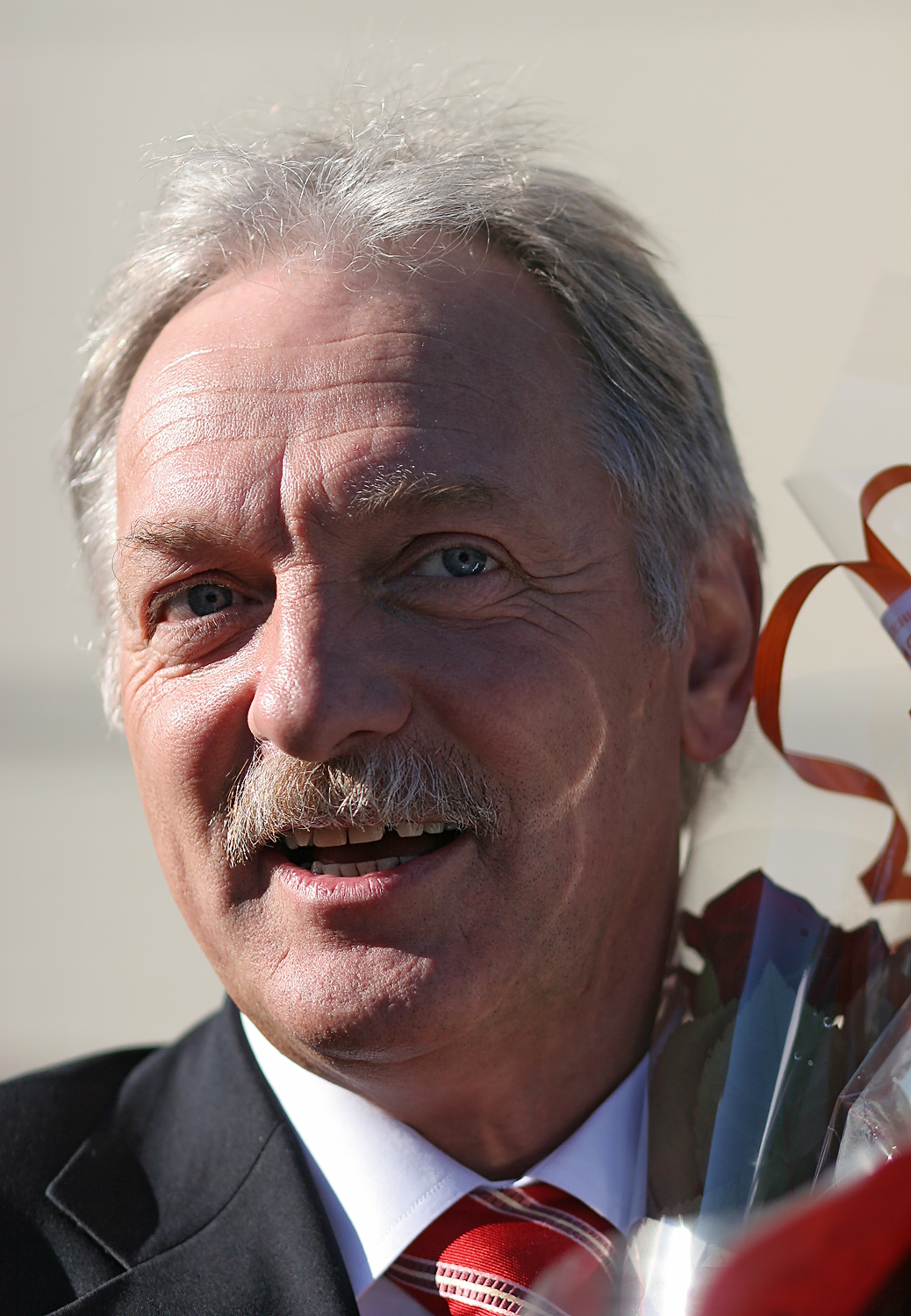
Odd Eriksen

Odd Eriksen, född 11 mars 1955 i Sandnessjøen, Nordland fylke, död 11 februari 2023, var en norsk politiker som representerade Arbeiderpartiet. Den 17 oktober 2005 blev han statsråd och ledare för Nærings- og handelsdepartementet i Jens Stoltenbergs andra regering. Han avgick som statsråd 29 september 2006 och ersattes av Dag Terje Andersen.